# تمبا ان. ماسوکو
تمبا ان. ماسوکو (انگلیسی: Themba N. Masuku؛ زادهٔ ۷ ژوئیهٔ ۱۹۵۰) سیاست‌مدار اهل اسواتینی است. وی بعد از مرگ آمبروس مندولو دلامینی به عنوان نخست‌وزیر موقت این کشور انتخاب شد